# Brachetto
Brachetto ist eine Rotweinsorte, die man fast ausschließlich im südlichen Piemont, Italien findet. Sie wird seit vielen Jahrhunderten in den Provinzen Asti und Alessandria angebaut.
Brachetto ist eine aromatische Sorte, aus der süße und likörartige Weine hergestellt werden. Fast sortenreine Brachetto-Weine findet man beim DOCG-Wein Brachetto d’Acqui und dem Piemonte Brachetto. Zugelassen ist die Rebsorte auch im Ruchè di Castagnole Monferrato. Der Brachetto d’Acqui ist leicht perlend und erinnert im Geschmack an Erdbeeren.
Eine Verwandtschaft des Brachetto mit der französischen Rebsorte Braquet Noir bzw. Brachet ist umstritten, die Sortenmerkmale sprechen jedoch dagegen.

## Ampelographische Sortenmerkmale
In der Rebsortenkunde (Ampelographie) wird der Habitus folgendermaßen beschrieben:
- Die Triebspitze ist offen. Sie ist weißwollig behaart und mit einem leichten karminroten Anflug versehen. Die grünen Jungblätter sind spinnwebig behaart und bronzefarben gefleckt (Anthocyanflecken).
- Die mittelgroßen Blätter (siehe auch den Artikel Blattform) sind nicht gelappt oder dreilappig und dann kaum gebuchtet. Die Stielbucht ist lyren-förmig geschlossen. Das Blatt ist stumpf gezahnt. Die Zähne sind im Vergleich der Rebsorten mittelgroß bis groß. Die Blattoberfläche (auch Spreite genannt) ist blasig derb.
- Die walzenförmige Traube ist mittelgroß, leicht geschultert und dichtbeerig. Die rundlichen Beeren sind mittelgroß und von schwarz-blauer Farbe. Die saftigen Beeren schmecken leicht muskatartig.

Die ertragreiche Sorte reift ca. 20 Tage nach dem Gutedel und gilt somit bereits als spätreifend. Brachetto ist eine Varietät der Edlen Weinrebe (Vitis vinifera). Sie besitzt zwittrige Blüten und ist somit selbstfruchtend. Beim Weinbau wird der ökonomische Nachteil vermieden, keinen Ertrag liefernde, männliche Pflanzen anbauen zu müssen.

## Synonyme
Die Rebsorte Brachetto ist auch bekannt unter den Namen Borgogna, Bracchetto, Bracelet, Brachetto d' Acqui, Brachetto d'Alexandrie, Brachetto del Piemonte, Brachetto di Acqui, Brachetto di Alessandria, Brachetto di Montabone, Brachetto du Piemont, Braquet des Jardins, Calitor, Moscato Nero.